# Морли, Малкольм
Малкольм Морли (англ. Malcolm A. Morley; 7 июня 1931, Лондон, Великобритания — 1 июня 2018, Нью-Йорк, США) — британо-американский художник, известный представитель фотореализма и экспрессионизма, первый лауреат престижной премии Тёрнера.
Сальвадор Дали называл Морли «лучшим художником своего поколения».

## Биография
Морли родился в северном Лондоне. Его детство было омрачено Второй мировой войной: в его дом попала бомба, и семья некоторое время оставалась без крыши над головой. Морли вспоминал, что собрал из бальсы модель HMS Nelson и поставил её на подоконник — немецкая бомба разрушила её вместе с домом. Эти воспоминания Морли подавлял до тех пор, пока не открыл их 30 лет спустя во время сеанса психоанализа.
Будучи подростком, Морли был приговорен к трём годам заключения за кражи. Находясь в тюрьме Уормвуд-Скрабс, он прочитал роман Ирвинга Стоуна «Жажда жизни», основанный на биографии Винсента Ван Гога, и решил поступить на заочный художественный курс. Досрочно освободившись через два года, Морли присоединился к группе художников в Сент-Айвсе, графство Корнуолл, и затем продолжил художественное образование в Школе искусств Камберуэлла и Королевском колледже искусств (1955—1957), где его сокурсниками были Питер Блейк и Франк Ауэрбах.
В 1956 году Морли посетил выставку «Современное искусство Соединенных Штатов: избранные работы из коллекции Музея современного искусства» в галерее Тейт и начал создавать картины в стиле абстрактного экспрессионизма. В своих воспоминаниях о том периоде творчества художник отмечал: «Мне бы хотелось быть Поллоком, но я не хотел быть после Поллока».
В 1958 году Морли переехал в Нью-Йорк, ставший тогда крупнейшим центром западного искусства. Среди его знакомых были такие художники, как Барнетт Ньюман, Сай Твомбли, Рой Лихтенштейн и Энди Уорхол. В 1964 году в галерее Корнбли состоялась первая персональная выставка Морли, организованная по настоянию арт-дилера Ивана Карпа, который славился открытием талантов и работал на легендарного арт-дилера Лео Кастелли.
В середине 1960-х годов Морли короткое время преподавал в Университете штата Огайо, а затем вернулся в Нью-Йорк, где с 1967 по 1969 год работал в Школе визуальных искусств, а с 1970 по 1974 год — в Университете Стоуни-Брук.
Персональные выставки Морли проходили в Clocktower Gallery, Институте искусства и городских ресурсов (1976), галерее Нэнси Хоффман (1979) и галерее Стефанотти (1979). В 1972 и 1977 годах он принимал участие в крупной международной выставке Documenta в Касселе, а в 1985 году — в ведущей американской выставке современного искусства Carnegie International.
В 1983 году галерея «Уайтчепел» в Лондоне организовала крупную ретроспективную выставку работ Морли. В результате он стал обладателем только что учреждённой премии Тёрнера, присуждаемой галереей Тейт.
В 1984 году Морли приобрел заброшенную методистскую церковь в Беллпорте, на Лонг-Айленде, штат Нью-Йорк, которая оставалась его студией и домом до конца жизни.
В начале 1980-х он состоял в недолгом браке с бразильской художницей Марсией Гростей, оказавшей значительное влияние на работы Морли, особенно на его известные акварельные сцены на пляже. В 1990 году Морли получил американское гражданство.
Его произведения экспонировались в таких престижных местах, как галерея Тейт-Ливерпуль (1991), Государственный музей современного искусства и Центр Жоржа Помпиду в Париже (1993), Fundación La Caixa в Мадриде (1995), галерея Хейворда в Лондоне (2001), Музей Эшмола в Оксфорде (2013—2014).
Малкольм Морли скончался 1 июня 2018 года в Беллпорте, штат Нью-Йорк, где проживал со своей супругой, Лидой Морли, с 1986 года.

## Творчество
Ранние работы Морли, созданные в Англии после окончания художественной школы, были выполнены в традиционном, натуралистическом стиле живописи. Как отмечает искусствовед Роберт Сторр, эти работы представляли собой компромисс между натурализмом старой школы и искусством, современность которого заключалась в изображении узнаваемых предметов повседневности.
После переезда в Нью-Йорк в начале 1960-х годов Морли впервые обратился к абстрактной живописи и создал несколько картин, состоящих из геометрических набросков с намеками на морские темы — либо в изображении, либо в названиях произведений.
После знакомства с Энди Уорхолом и Роем Лихтенштейном, Морли отошёл от абстрактного искусства и перешёл к высокореалистичной живописи, утвердив свою репутацию как одного из пионеров фотореалистического движения (сам Морли предпочитал название «суперреализм»).
Для передачи фотографических изображений на холст Морли использовал сетку, позаимствовав эту технику у Ричарда Артшвагера. Частыми объектами его картин становились корабли. Фотореалистичные работы принесли художнику славу одного из лучших представителей направления наряду с Герхардом Рихтером, Ричардом Артшвагером и Вией Целминьш.
Увидев одну из картин с изображением океанского лайнера, Артшвагер предложил Морли посетить Пирс 57 и нарисовать несколько кораблей с натуры. «Я спустился на пирс 57, взял холст и попытался сделать картину с натуры, — рассказывал Морли, — но было невозможно объять панораму одним взглядом: один конец тут, другой — там, невозможно смотреть на 360 градусов. Я испытывал отвращение — и взял открытку этого круизного судна под названием Queen of Bermuda». В течение нескольких лет художник продолжал переносить на холст изображения из туристических брошюр, календарей и старых картин. Особенностью работ Морли, отличавшей их от произведений других фотореалистов, заключалась в том, что он не просто рисовал изображение с фотографии, а копировал саму печатную репродукцию, включая в картину белую рамку вокруг фотографии или логотип компании на странице календаря. Выбор таких простых прототипов был частично обусловлен желанием найти образы поп-культуры, которые другие художники, такие как Уорхол и Лихтенштейн, еще не использовали: «Я хотел найти иконографию, не запятнанную искусством». Такой подход обеспечил Морли быстрый успех.
В 1970-х годах картины Морли претерпели изменения, отходя от точной структуры суперреализма. Его работы стали более экспрессионистскими: кисть осознанно небрежной, а в качестве творческих методов были освоены коллаж и перформанс. Эти работы считаются предшественниками доминирующего живописного стиля 1980-х годов — неоэкспрессионизма, и утвердили Морли в качестве одного из основателей этого направления.
В 1972 году Морли был приглашен в Университет штата Нью-Йорка в Потсдаме для создания своей версии «Афинской школы» Рафаэля в присутствии зрителей. Морли приступил к работе, облачившись в костюм Пифагора, одного из персонажей картины, и допустил ошибку в одном из рядов, нарисовав его со смещением, однако не стал её исправлять. Впоследствии один из кураторов отметил, что такая техника художника в меньшей степени направлена на точное воспроизведение старых мастеров и в большей — на «неисследованные возможности современной живописи».
Характерный стиль Морли включал элементы автобиографии, политики, психоанализа, мифологии и визуальной культуры его времени. Он исследовал безграничные возможности краски и на протяжении всей своей карьеры часто изображал морские сцены, истребители и самолёты, черпая вдохновение из различных источников и углубляясь в свои детские воспоминания.
В своих произведениях Морли часто черпал вдохновение из разнообразных источников, смешивая их в творческом процессе. Например, его работа «День саранчи» (The Day of the Locust, 1977) была названа в честь одноимённого романа Натанаэля Веста. На картине представлены сцены, заимствованные из начала книги, а также элементы, взятые из фильмов: «Неожиданный» (1954) Льюиса Аллена и «Броненосец Потемкин» (1925) Сергея Эйзенштейна. На холстах можно увидеть обложку телефонного справочника Лос-Анджелеса, наложенную на множество изображений, включая элементы из более ранних работ (такие как круизные лайнеры и самолеты), а также раскрашенные модели, которые стали характерными для позднего периода творчества Морли. «Я предпочитаю называть их не игрушками, а моделями, — говорил художник, — в этих так называемых „игрушках“ отражается бессознательное общества. Они представляют архетип человеческой фигуры».
В 1980-х годах Морли обратился к новым темам, включая мифологию и античность. К таким произведениям относятся «Эгейское преступление» (Aegean Crime, 1987) и «Черная радуга над Эдипом в Фивах» (1988), а также картины с минойскими персонажами. Поездки по Соединенным Штатам обогатили коллекцию образов художника индейскими куклами качина и другими культурными мотивами коренных американцев. Коммерческий успех позволил Морли много путешествовать, что приносило ему новые впечатления и источники вдохновения.
Он часто позволял себе небрежность в обращении с краской, оставляя на законченной работе капли и брызги. Экспрессионистские проявления и темы, схожие с произведениями Джулиана Шнабеля, Эрика Фишля, Георга Базелица и Ансельма Кифера, привели к тому, что кураторы выделили их в отдельную группу неоэкспрессионистов, хотя сам Морли не любил этот ярлык.
В 1990-х годах Морли вернулся к своей ранней тематике и снова начал изображать крупные морские суда, часто дополняя их моделями самолетов-истребителей, которые он создавал из бумаги, раскрашивал акварелью и прикреплял к холсту. Например, на его картине «Полёт Икара» (Icarus’s Flight, 1997) модель самолёта выступает от поверхности холста примерно на 1,3 метра. Кроме того, художник занялся скульптурой, создав одну работу «Port Clyde» (1990), изображающую лодку на подоконнике как воспоминание об утраченной в детстве модели HMS Nelson.
В работах 2000-х годов современная фотожурналистика стала главной темой картин Морли. Особое внимание художник уделял мотоциклетным и автомобильным гонкам, американскому футболу, лыжам, плаванию и скачкам. Морли также вернулся к сюжетам «катастроф», которые изображал на своих ранних работах — на этот раз это были автокатастрофы, включая аварию, в которой погиб Дейл Эрнхардт, последствия войны в Афганистане и разрушение здания в Бруклине.
В последнее десятилетие своей жизни Морли продолжал изображать истребители начала и середины XX века, а также пилотов, которые управляли ими во время Первой и Второй мировых войн, включая легендарного Красного Барона — Манфреда фон Рихтгофена. Другой темой работ стала английская история XVIII века; в рамках этой темы появились картины с рыцарями и известными завоевателями, такими как герцог Веллингтон и Горацио Нельсон.
В 1984 году Морли стал первым лауреатом премии Тёрнера. Он также был победителем премии по живописи Школы живописи и скульптуры Скоухиген в 1992 году и представлен на Documenta V (1972) и Documenta VI в Касселе (1977).
Морли широко выставлялся в галереях и музеях по всему миру. Его выставки включали крупные ретроспективы в Центре Помпиду (Париж, Франция, 1993 год), в Бруклинском музее (Нью-Йорк, США, 1984 год) и в Музее современного искусства (Чикаго, США).

## Избранные произведения
- Cristoforo Colombo, 1966, Hall Foundation
- Family Portrait, 1968, Детройтский институт искусств
- Coronation and Beach Scene , 1968, Музей и сад скульптур Хиршхорн
- Vermeer, Portrait of the Artist in His Studio, 1968, The Broad
- Age of Catastrophe, 1976, The Broad
- «День Саранчи», 1977, Музей современного искусства
- French Legionnaires Being Eaten by a Lion, 1984, Музей современного искусства
- Kristen and Erin, 1985, The Broad
- «Черная радуга над Эдипом в Фивах», 1988, Музей и сад скульптур Хиршхорн
- Man Overboard, 1994, Hall Foundation
- Mariner, 1998, галерея Тейт
- Painter’s Floor, 1999, Albright Knox Art Gallery
- Theory of Catastrophe, 2004, Hall Foundation
- Thor, 2008, Gary Tatintsian Gallery
- Medieval Divided Self, 2016, Hall Foundation

## Избранные институциональные выставки и ретроспективы
- 2022 — Malcolm Morley: Shipwreck, Nova Southern University Art Museum, Форт-Лодердейл, Флорида
- 2019 — Malcolm Morely, Hall Art Foundation, Ридинг, Вермонт
- 2017 — Malcolm Morley: Works from the Hall Collection, Hall Art Foundation, Schloss Derneburg Museum, Холле, Германия
- 2013 — Malcolm Morley at the Ashmolean: Paintings and Drawings from the Hall Collection, curated by Sir Norman Rosenthal, Музей Эшмола, Оксфордский университет, Оксфорд, Великобритания
- 2012 — Malcolm Morley: Painting, Paper, Process, Художественный музей Пэрриша, Уотермилл, Нью Йорк
- 2006 — Malcolm Morley: The Art of Painting, Музей современного искусства, Северный Майами, Флорида
- 1993 — Malcolm Morley, Musée national d’art moderne Centre de création industrielle, Париж, Франция; Центр Помпиду, Париж, Франция; Centre Régional d’Art Contemporain Midi-Pyrénées, Лабеж, Франция
- 1991 — Malcolm Morley: Watercolours, Боннефантенмузеум, Маастрихт, Нидерланды; Кунстхалле Базеля, Базель, Швейцария; Tate Gallery Liverpool, Ливерпуль, Великобритания; Художественный музей Пэрриша, Саутгемптон
- 1983 — Malcolm Morley: Paintings, 1965 — 82, Кунстхалле Базеля, Базель, Швейцария; Музей Бойманса — ван Бёнингена, Роттердам, Нидерланды; The Whitechapel Art Gallery, Ливерпуль, Великобритания; Corcoran Gallery of Art, Вашингтон; Музей современного искусства, Чикаго; The Brooklyn Museum, Нью-Йорк[16]

## Аукционные результаты
Наиболее дорогие работы художника, проданные на аукционах:
1. 1 202 500 £ — SS Amsterdam in Front of Rotterdam, 1966. Аукцион Christie’s, 30 июня 2015[18];
2. 502 100 £ — Cristoforo Colomb, 1965. Аукцион Sotheby’s, 27 февраля 2008.[19]
3. 385 250 £ — Safety is Your Business, 1971. Аукцион Christie’s, 27 июня 2012.[20]

## Избранные награды и премии
- 1984 — Премия Тёрнера
- 1992 — Премия в области живописи Скоуганской школы живописи и ваяния
- 2009 — Член Американской академия искусств и наук
- 2011 — Член Американской академии художеств и литературы
- 2015 — Премия Фрэнсиса Гринбургера